# Brahmina flabellata
Brahmina flabellata är en skalbaggsart som beskrevs av Brenske 1892. Brahmina flabellata ingår i släktet Brahmina och familjen Melolonthidae. Inga underarter finns listade.